# Башня Микрюковского водопровода
Башня Микрюковского водопровода — памятник истории местного значения и часть работающего водопровода в одноименной балке. Построена в 1885 году. Названа в честь расположенного в балке хутора морского офицера, участника штурма Измаила — Матвея Степановича Микрюкова.

## История
Ордена Святого Георгия 4 класса Матвей Степанович Микрюков — участник штурма Измаила, много лет служил на Чёрном море. Его сын Виктор командовал 1-м и 2-м бастионами во время обороны Севастополя, кавалер ордена Святого Георгия 3 ст. и Святого Владимира 4 ст. После войны служил на Каспии, в 1867 году, в чине контр-адмирала, вернулся домой.
Вскоре началось обустройство хутора, принадлежавшего адмиралу. Благодаря построенному водопроводу, он был одним из самых зеленых и урожайных в округе. Достопримечательностью стала башня водопровода. Она построена с кримбальского и инкерманского известняка в 1885 году, в стиле неоклассицизма. Башня расположена над двумя большими резервуарами и служит для их вентиляции. К резервуарам ведет небольшой коридор. В эти емкости вода поступает из нескольких подземных каптажей и далее по трубам подается по назначению. Квадратная в плане башня, с массивной глухой нижней частью, и вентиляционными проемами, выходящими на каждую из четырёх её сторон, завершается треугольным фронтоном. Дата постройки высечена в камне.
Качество выполненной работы неизвестного инженера привело к тому, что сооружение сохраняет свою функциональность даже в начале 21 века. Она обеспечивала водой госпиталь ЧФ РФ им. Н. Пирогова, а также близлежащие усадьбы, используется для полива садов и огородов. За столетнюю историю стены технического сооружения покрылись множеством граффити XIX-XXI веков. Объект охраняется, поэтому попасть на него без согласования невозможно.